# François Ewald
François Ewald, geboren op 29 april 1946, is een Franse intellectueel. Hij was hoogleraar aan het Conservatoire national des arts et métiers, met in zijn werk een focus op risicobeleid. Hij is de auteur van naslagwerken over de verzorgingsstaat en het voorzorgsprincipe.
In zijn jeugd was hij betrokken bij de maoïstische beweging, maar was ook adviseur van de Franse werkgeversorganisatie MEDEF.